# Omen (personaje)
Omen es un personaje que pertenece al videojuego (creado por Riot Games), Valorant. Fue revelado oficialmente el 2 de junio de 2020 en la versión Beta del juego.

## Historia
Omen es un fantasma con orígenes misteriosos y muchos nombres. Tiene una memoria limitada de su pasado, aunque recuerda haber estado involucrado en algo que hizo que le destrozaran y mataran. Todo lo que sabe que le relaciona con quien solía ser es un lugar conocido como Point Light, una amistad pasada con Sabine "Viper" Callas, y sentimientos de restauración con cada muerte que comete. Contribuyendo a la formación del Protocolo VALORANT, Omen se convertiría en su tercer recluta y serviría como uno de sus agentes más experimentados, todo mientras continúa su búsqueda de respuestas sobre lo que realmente le sucedió hace más de una década.

## Personalidad
Pesadilla viviente, Omen saca el máximo partido de su físico sombrío y no dudará en eliminar a sus enemigos utilizando las fuerzas de la paranoia y el miedo. Es cínico por naturaleza, lo que se debe a que experimentó un dolor extremo al ser condenado a permanecer en el estado en que se encuentra hoy. Si hay alguien que quiere saber más sobre sus misteriosas circunstancias, es el propio Omen, y con bastante desesperación.
A pesar de su temible naturaleza, Omen muestra cierta simpatía hacia las personas que conoce bien, como Viper, demostrada al ser capaz de llamarla por su verdadero nombre a pesar de que advierte a otros agentes que nunca lo hagan. Se sabe que teje para concentrarse.

## Apariencia
Omen viste armadura gris, pantalones negros y una capa morada con capucha. Sus brazos están envueltos en vendas que no dejan ver su forma. No se le ve la cara bajo la capucha, sólo tres rendijas de color azul brillante.